# Aménagement hydroélectrique d'Émosson

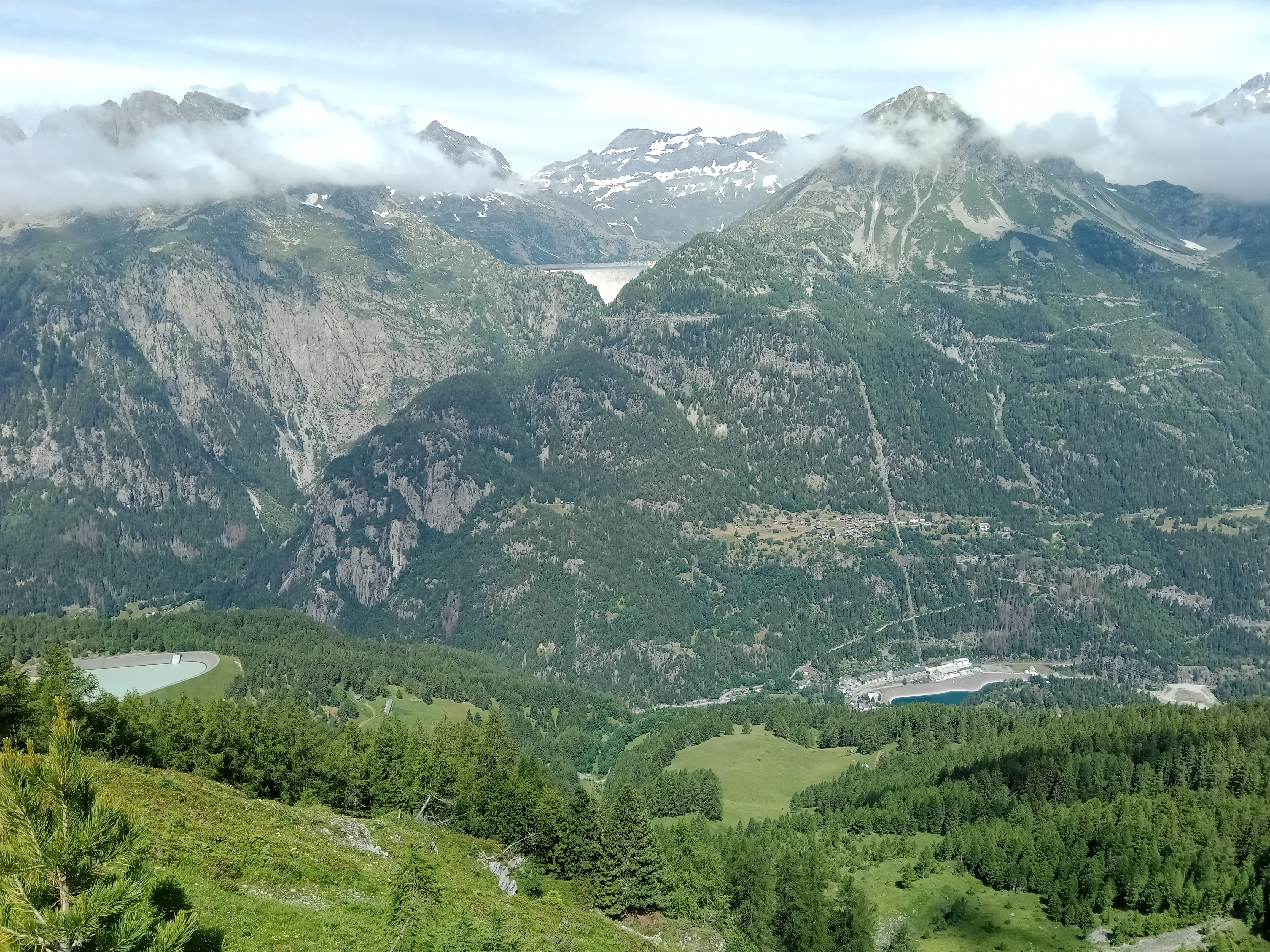
Vue d'une partie de l'aménagement : le barrage en haut, le bassin des Esserts à gauche et le bassins de compensation du Chatelard en bas, voisin de la centrale de Vallorcine. Le trouée sur le flan de la montagne correspond au funiculaire du Châtelard et non à une conduite d'eau.

 (janvier 2025).
L'aménagement hydroélectrique d'Émosson est un ensemble d'ouvrages destinés à la production d'énergie hydroélectrique, situés pour partie en France et en Suisse et mis en service en 1975. Il comprend des prises d'eau dans les deux pays, un barrage et son lac réservoir, deux centrales principales en série et plusieurs ouvrages annexes comme les collecteurs, des bassins de stockage ou de compensation et des dispositifs de pompage pour relever des eaux captées à une cote inférieure à celle du barrage.

## Description de l'aménagement

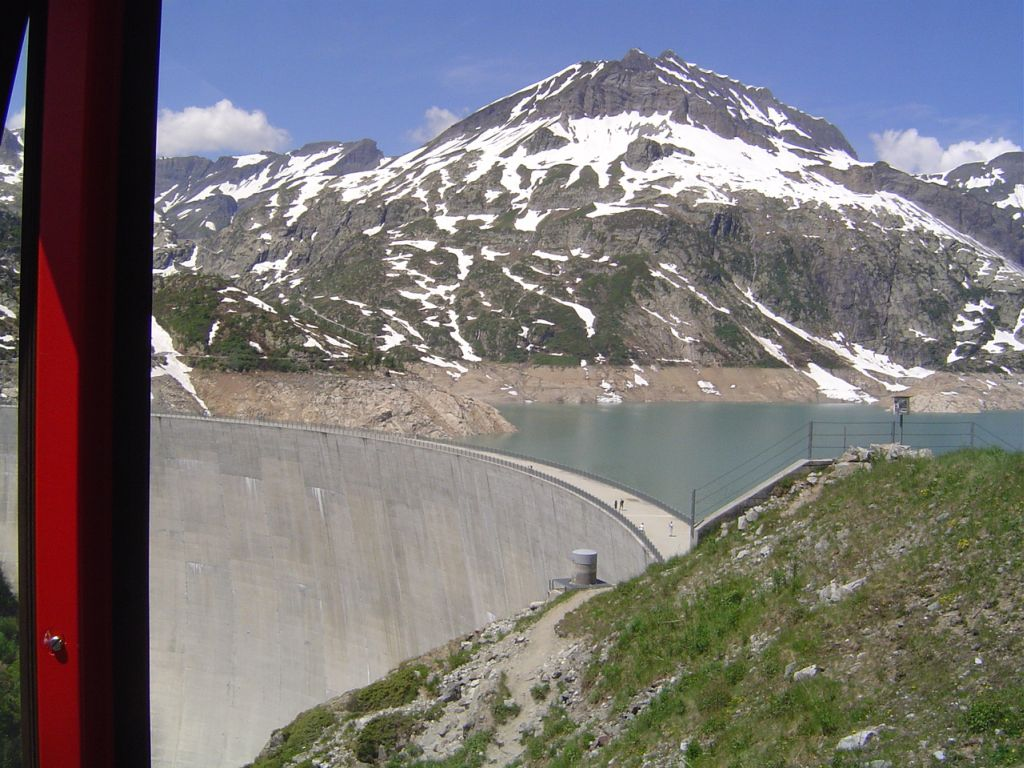
Le lac et barrage.

## Caractéristiques
La puissance produite par l'aménagement peut atteindre 420 MW, répartis sur les deux centrales, et ses équipements de pompages ont une puissance de 80 MW.[réf. souhaitée]
La production annuelle est de 870 GWh.
La chute totale et principale, depuis le barrage d'Émosson jusqu'à la centrale de La Bâtiaz, comprend une dénivelée de plus de 1 400 mètres et son débit d'équipement est de 35 mètres cubes par seconde. Elle est exploitée en deux tronçons par la centrale de Vallorcine en France et celle la Bâtiaz à Martigny en Suisse.
Le volume du barrage d'Émosson est de 225 millions de m³. Il permet une désaisonnalisation de l'exploitation, c'est-à-dire le stockage d'eaux de fonte l'été et leur turbinage en hiver et en heure de pointes de consommation électrique saisonnières et journalières, quand l'électricité est plus rare et chère.[réf. souhaitée]

### Prises d'eau et collecteurs

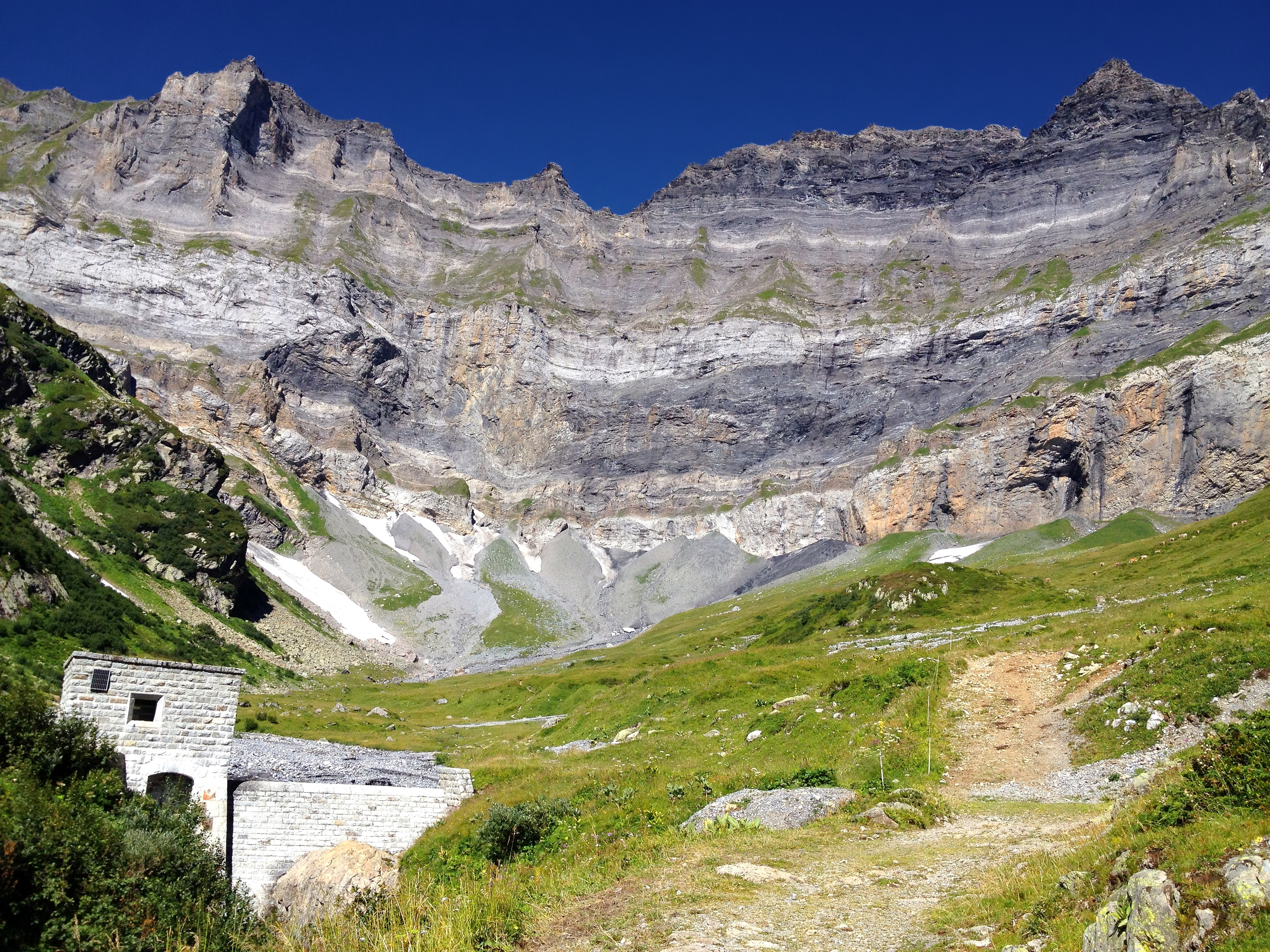
Une prise d'eau du collecteur Est.

En France, les eaux des captages du bassin versant de l'Eau Noire (vallons Bérard et de Tré les Eaux) sont conduites gravitairement au lac de barrage par le collecteur Ouest par écoulement libre dans une galerie de 7,95 km directement vers le barrage ;. Le collecteur Sud capte les eaux du glacier d'Argentière, du glacier du Tour et du glacier de Lognan (massif du Mont-Blanc) par des prises d'eau principalement sous-glaciaires. Une galerie en écoulement libre de 8,55 km de long conduit l'eau par gravité vers un puits blindé où l'eau franchit la vallée du Trient puis remonte, toujours par gravité, vers le barrage (siphon hydraulique).
En Suisse, les eaux du Triège sont relevées par pompage, suivant le niveau du barrage. Celles du collecteur Est (bassins versants de l'Eau Noire ainsi que celui de la Drance) transitent par le bassin des Esserts, dont la fonction est de lisser les apports journaliers, avant relevage (d'un dénivelé de plus de 400 mètres) vers le barrage ou turbinage direct à la centrale de Vallorcine. Ce collecteur est composé des prises d'eau, dont celle de La Fouly, et d'une galerie de plus de 18 km de long vers le bassin des Esserts.
Un collecteur nord était prévu, captant des eaux du haut du bassin versant du Giffre. Il est abandonné notamment du fait de la création de la Réserve naturelle nationale de Sixt-Passy.

### Centrales

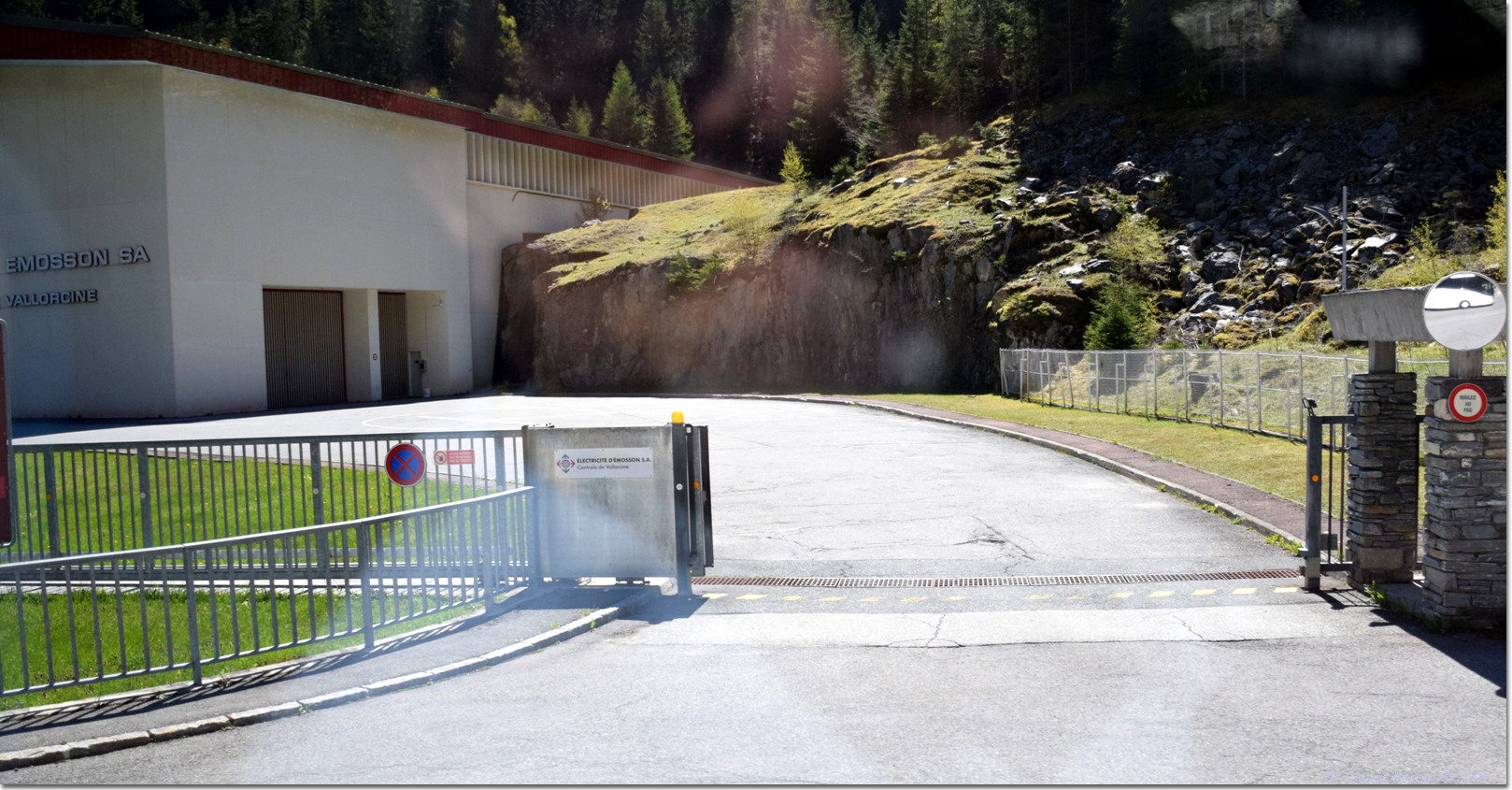
centrale de Vallorcine.

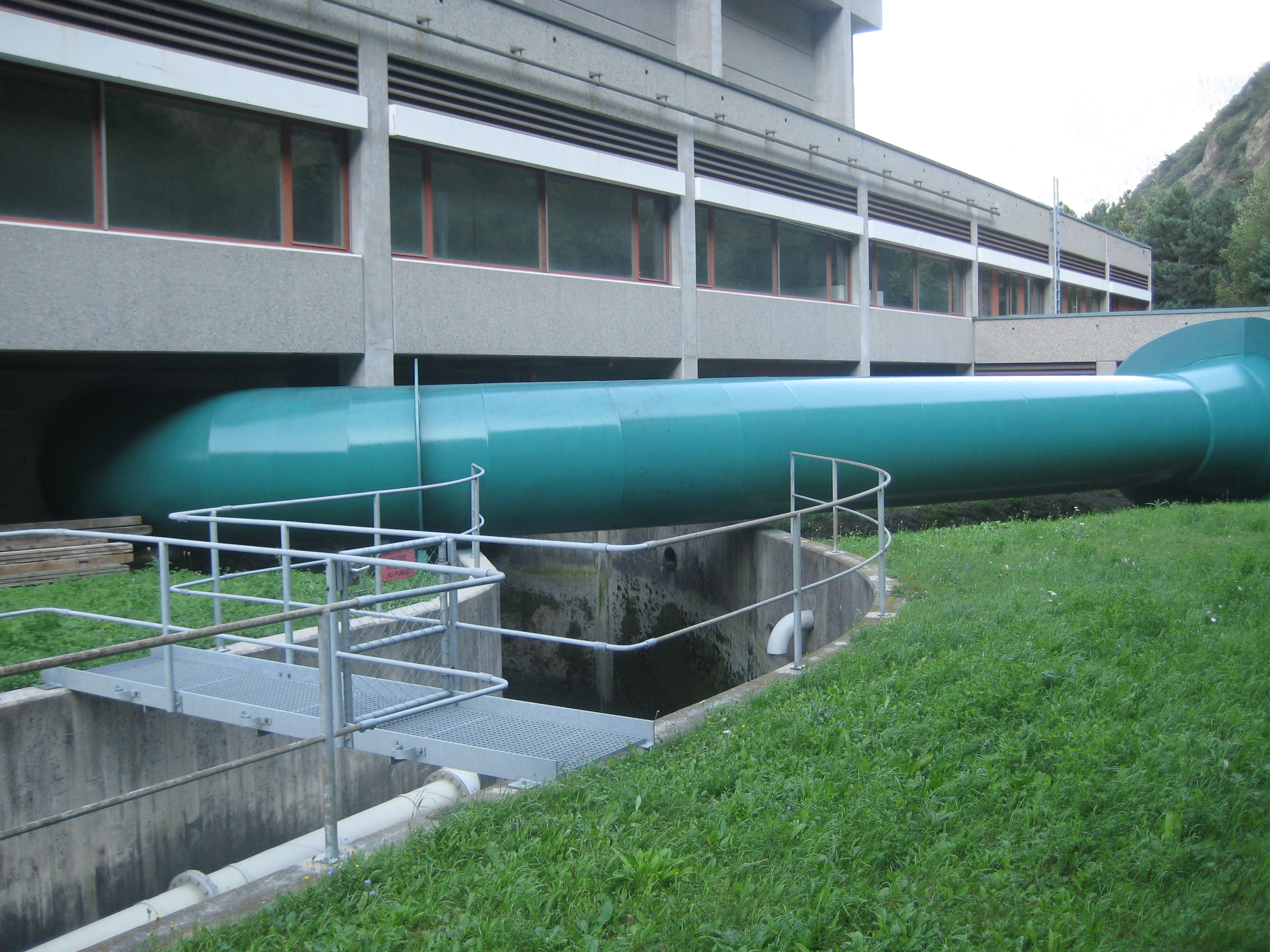
Conduite d'arrivée des eaux d'Émosson à la centrale de la Bâtiaz à Martigny.

L'aménagement est composé de deux centrales principales en série, de puissance voisine : la centrale de Vallorcine en France et celle la Bâtiaz à Martigny en Suisse. Un canal de restitution conduit les eaux turbinées au Rhône en amont du Léman.[réf. souhaitée]

## Histoire
Le potentiel de stockage du site d'Émosson, au-delà de son équipement de 1920 (le barrage de Barberine) est identifié dès 1953 par la société Suisse Motor-Columbus, et Électricité de France s'engage dans le projet en 1955. L'objectif est de créer des capacités hydroélectriques pilotables, capables de produire en période de pointe et particulièrement en hiver.
L'intérêt du suréquipement n'existe que si le barrage est alimenté au-delà de son bassin versant naturel, notamment par des eaux captées en France. Les études et concertations franco-suisses amènent à la signature de la Convention entre la Confédération suisse et la République française au sujet de l’aménagement hydroélectrique d’Emosson du 23 août 1963.
Les ouvrages sont construits entre 1967 et 1973, l'aménagement est mis en exploitation en 1975.[réf. souhaitée]

## Conduite du projet et gouvernance
Le projet transfrontalier a rendu nécessaire l'adoption d'un traité pour régir sa construction et son exploitation. En fonction de cette convention, l'aménagement est détenu par une société unique, elle même détenue à 50 % par des sociétés de chaque pays. L'aménagement fait l'objet d'un concession dans chaque pays pour les ouvrages et prélèvements qui s'y trouvent.[réf. souhaitée]

### Eaux d'Arve
L'aménagement fait basculer les eaux dérivées dans le bassin versant de l'Arve vers celui du Rhône en amont du Léman. La convention prévoit qu'un volume annuel correspondant approximativement à ces eaux, appelées « Eaux d’Arve », soit 87 millions de m3 ou une tranche d'eau de 150 millimètres sur le Léman soit délivré en fonction de besoins et demandes de la France.
Cela demande des instances de gouvernance transfrontalière du Rhône.